# Agim Shuke
Agim Shuke (ur. 8 kwietnia 1942 w Kuçovej, zm. 1992 w Tiranie) – albański aktor. 

## Życiorys
Był synem technika filmowego. W 1966 ukończył studia w szkole aktorskiej im. Aleksandra Moissiu, działającej przy Teatrze Ludowym. Po studiach pracował w Teatrze Petro Marko we Wlorze. Od 1986 prowadził zajęcia ze sztuki aktorskiej w Instytucie Sztuk w Tiranie.
Na dużym ekranie zadebiutował w 1966, grając jedną z głównych ról, Diniego w filmie Oshëtime në bregdet. Zagrał potem jeszcze w 19 filmach fabularnych. Ciężko ranny w zamachu dokonanym przez nieznanego sprawcę trafił do szpitala w stanie śpiączki, z której się już nie wybudził.
Był żonaty (żona Fedra z d. Pilika), miał dwoje dzieci (Irisa i Orli). Imię aktora nosi jedna z ulic w Kuçovë.

## Role filmowe
- 1966: Oshëtime në bregdet jako Dini
- 1969: Plagë të vjetra jako Bashkim
- 1975: Në fillim të verës jako Sandri
- 1978: I treti jako Gëzim
- 1978: Vajzat me kordele të kuqe jako nauczyciel historii
- 1979: Përtej mureve të gurta jako lekarz
- 1979: Ballë për ballë jako komisarz floty
- 1980: Një ndodhi në port jako inżynier w laboratorium
- 1980: Vëllezër dhe shoke jako Nallbani
- 1982: Nëntori i dytë jako Jani Minga
- 1984: Taulanti kërkon një motër jako Gëzim
- 1984: Militanti jako Musai
- 1985: Enveri ynë
- 1985: Të shoh në sy jako wiceprzewodniczący
- 1986: Dy herë mat jako szef policji
- 1986: Rrethimi i vogël jako sekretarz
- 1987: Telefon i nje mengjesi jako Dhimitri
- 1988: Treni niset më shtatë pa pesë jako lekarz
- 1988: Shkëlqim i përkohëshëm jako trener
- 1990: Fletë të bardha jako przewodniczący kołchozu
- 1990: Një djalë dhe një vajzë jako ojciec Anily